# Zgornji Kamenščak
Zgornji Kamenščak is een plaats in Slovenië en maakt deel uit van de gemeente Ljutomer in de NUTS-3-regio Pomurska. De plaats telde 107 inwoners op 1 januari 2020.